# Skačany
Skačany (in ungherese Szkacsány) è un comune della Slovacchia facente parte del distretto di Partizánske, nella regione di Trenčín.